# Filmografia de Sandra Bullock

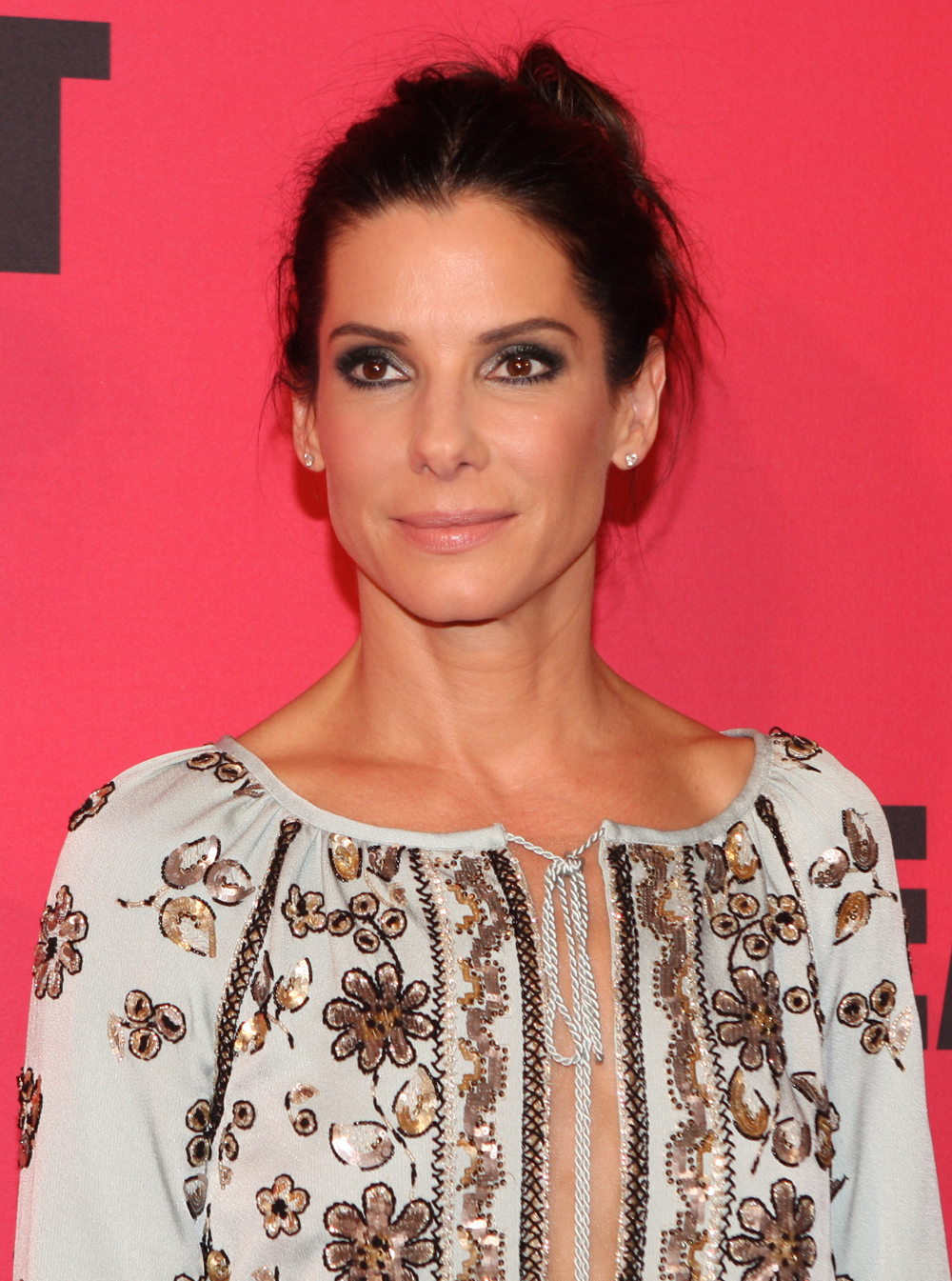
A atriz e produtora Sandra Bullock na première de The Heat, 2013.

Sandra Bullock é uma atriz e produtora estadunidense cuja estreia artística se deu em 1987, com um pequeno papel no suspense Hangmen. Bullock teve sua estreia na televisão com o filme Bionic Showdown: The Six Million Dollar Man and the Bionic Woman (1989) e protagonizou Working Girl (1990) antes de dividir as telas com Keanu Reeves em Speed (1994), considerado o divisor de águas de sua carreira. Bullock fundou sua própria companhia produtora, a Fortis Films, e estrelou a comédia romântica While You Were Sleeping em 1995. Sua performance no filme garantiu-lhe sua primeira indicação ao Globo de Ouro, na categoria de Melhor Atriz. No ano seguinte, Bullock contracenou com Matthew McConaughey em A Time to Kill, baseado em romance de John Grisham. Em 1997, a atriz reprisou seu papel como Annie Porter na sequência Speed 2: Cruise Control. Nos anos seguintes, estrelou a comédia romântica Practical Magic, teve sua estreia como dubladora em The Prince of Egypt (quando dublou a personagem Miriam) e produziu pela primeira vez com Hope Floats. 
Em 2000, ao interpretar a policial Gracie Hart em Miss Congeniality, Bullock foi novamente indicada ao Globo de Ouro. Dois anos mais tarde, produziu seu primeiro trabalho para televisão, a série George Lopez e dividiu as telas com Hugh Grant em Two Weeks Notice. Em 2004, Bullock estrelou Crash, recebendo o Screen Actor Guild de Melhor Elenco, juntamente com o restante do elenco. No ano seguinte, voltou a interpretar a "policial-modelo" em Miss Congeniality 2: Armed and Fabulous. Bullock voltou a contracenar com Reeves em The Lake House, de 2006; no mesmo ano, a atriz também interpretou Harper Lee no filme biográfico sobre Truman Capote, intitulado Infamous.
Em 2009, Bullock estrelou a comédia romântica The Proposal, a comédia All About Steve e o drama biográfico The Blind Side. Por este último, recebeu o Óscar de Melhor Atriz; além do Framboesa de Ouro de Pior Atriz por sua atuação em All About Steve. Nos anos seguintes, estrelou a comédia policial The Heat e a ficção científica Gravity, ambos em 2013. Por sua performance em Gravity, Bullock venceu o Prêmio Saturno de Melhor Atriz e recebeu indicações ao Óscar, Globo de Ouro e ao BAFTA. Em 2015, Bullock dublou a supervilã Scarlet Overkill na animação Minions. 

## Filmografia

### Cinema
| Ano  | Título original                         | Papel | Papel     | Papel                      |
| Ano  | Título original                         | Atriz | Produtora | Papel                      |
| ---- | --------------------------------------- | ----- | --------- | -------------------------- |
| 1987 | Hangmen                                 | Sim   |           | Lisa Edwards               |
| 1988 | A Fool and His Money                    | Sim   |           | Debby Cosgrove             |
| 1989 | Who Shot Patakango?                     | Sim   |           | Devlin Moran               |
| 1992 | Love Potion No. 9                       | Sim   |           | Diane Farrow               |
| 1993 | The Vanishing                           | Sim   |           | Diane Shaver               |
| 1993 | When the Party's Over                   | Sim   |           | Amanda                     |
| 1993 | The Thing Called Love                   | Sim   |           | Linda Lue Linden           |
| 1993 | Demolition Man                          | Sim   |           | Detetive Lenina Huxley     |
| 1993 | Fire on the Amazon                      | Sim   |           | Alyssa Rothman             |
| 1993 | Wrestling Ernest Hemingway              | Sim   |           | Elaine                     |
| 1994 | Speed                                   | Sim   |           | Annie Porter               |
| 1994 | Who Do I Gotta Kill?                    | Sim   |           | Lori                       |
| 1995 | While You Were Sleeping                 | Sim   |           | Lucy Eleanor Moderatz      |
| 1995 | The Net                                 | Sim   |           | Angela Bennett             |
| 1996 | Two If by Sea                           | Sim   |           | Roz                        |
| 1996 | A Time to Kill                          | Sim   |           | Ellen Roark                |
| 1996 | In Love and War                         | Sim   |           | Agnes von Kurowsky         |
| 1997 | Speed 2: Cruise Control                 | Sim   |           | Annie Porter               |
| 1998 | Hope Floats                             | Sim   | Sim       | Birdee Pruitt              |
| 1998 | Making Sandwiches                       | Sim   | Sim       | Melba Club                 |
| 1998 | Practical Magic                         | Sim   |           | Sally Owens                |
| 1998 | The Prince of Egypt                     | Sim   |           | Miriam (voz)               |
| 1999 | Forces of Nature                        | Sim   |           | Sarah                      |
| 2000 | Gun Shy                                 | Sim   | Sim       | Judy Tipp                  |
| 2000 | 28 Days                                 | Sim   |           | Gwen Cummings              |
| 2000 | Miss Congeniality                       | Sim   | Sim       | Gracie Hart                |
| 2001 | Kate & Leopold                          |       | Sim       |                            |
| 2002 | Murder by Numbers                       | Sim   | Sim       | Detetive Cassie Mayweather |
| 2002 | Divine Secrets of the Ya-Ya Sisterhood  | Sim   |           | Siddalee Walker            |
| 2002 | Two Weeks Notice                        | Sim   | Sim       | Lucy Kelson                |
| 2004 | Crash                                   | Sim   |           | Jean                       |
| 2005 | Loverboy                                | Sim   |           | Sra. Harker                |
| 2005 | Miss Congeniality 2: Armed and Fabulous | Sim   | Sim       | Gracie Hart                |
| 2006 | The Lake House                          | Sim   |           | Dra. Kate Forster          |
| 2006 | Infamous                                | Sim   |           | Harper Lee                 |
| 2007 | Premonition                             | Sim   |           | Linda Hanson               |
| 2009 | The Proposal                            | Sim   | Sim       | Margaret Tate              |
| 2009 | All About Steve                         | Sim   |           | Mary Horowitz              |
| 2009 | The Blind Side                          | Sim   |           | Leigh Anne Tuohy           |
| 2011 | Extremely Loud & Incredibly Close       | Sim   |           | Linda Schell               |
| 2013 | The Heat (filme)                        | Sim   |           | Agente Sarah Ashburn       |
| 2013 | Gravity                                 | Sim   |           | Dra. Ryan Stone            |
| 2013 | The Prime Ministers: The Pioneers       | Sim   |           | Golda Meir                 |
| 2015 | Minions                                 | Sim   |           | Scarlet Overkill           |
| 2015 | Our Brand Is Crisis                     | Sim   | Sim       | "Calamity" Jane Bodine     |
| 2018 | Ocean's 8                               | Sim   |           | Deborah Ocean              |
| 2021 | The Unforgivable                        | Sim   | Sim       | Ruth Slater                |
| 2022 | The Lost City                           | Sim   | Sim       | Loretta Sage               |
| 2022 | Bullet Train                            | Sim   |           | Maria Beetle               |

### Televisão
| Ano  | Título original                         | Papel | Papel     | Papel            |
| Ano  | Título original                         | Atriz | Produtora | Papel            |
| ---- | --------------------------------------- | ----- | --------- | ---------------- |
| 1989 | Bionic Showdown: The Six Million Dollar | Sim   |           | Kate Mason       |
| 1989 | Starting from Scratch                   | Sim   |           | Barbara Webster  |
| 1989 | The Preppie Murder                      | Sim   |           | Stacy            |
| 1990 | Working Girl                            | Sim   |           | Tess McGill      |
| 1990 | Lucky Chances                           | Sim   |           | Maria Santangelo |
| 2002 | George Lopez                            | Sim   |           | Acidente Amy     |